# 馬龍尼禮天主教安特利亞斯總教區
馬龍尼禮天主教安特利亞斯總教區（拉丁語：Archieparchia Anteliensis Maronitarum）是黎巴嫩一個東儀天主教總教區（馬龍尼禮），直屬聖座。
教座成立於1988年6月11日。2012年有162名司鐸、九十三個堂區、249,971名教友。座堂為聖厄里亞主教座堂。總主教現時出缺。